# Campylandra aurantiaca
Campylandra aurantiaca är en sparrisväxtart som beskrevs av John Gilbert Baker. Campylandra aurantiaca ingår i släktet Campylandra och familjen sparrisväxter. Inga underarter finns listade i Catalogue of Life.